# Trisetum spicatum
Trisetum spicatum es una especie de planta herbácea perteneciente a la familia de las poáceas.

## Descripción
Tienen tallos que alcanzan un tamaño de (10-)25-90 cm, glabros a pilosos abajo de los nudos, simples. Vainas glabras a pilosas; lígula de (0.5-)1.2-2.5(-3) mm; láminas 1-4 mm de ancho, aplanadas a algo involutas, glabras a pilosas. Panícula (3-)6-15 x 1-1.5 cm, espiciforme, recta y densa; eje densamente piloso, ocultado por las espiguillas; ramas adpresas. Espiguillas 4-7.5 mm; glumas desiguales, la inferior 3-6.5 mm, 1-3-nervia, la superior 4-7 mm, 3-nervia; flósculos 2-3; lema inferior 3.5-6.5 mm, pelosa, el ápice 2-dentado; arista 3-7 (-9) mm, insertada en el 1/3 superior, recta o curvada, no geniculada o torcida; callo glabro o con tricomas menos de 0.5 mm; raquilla casi glabra o con tricomas hasta 0.8 mm; estambres 3, las anteras 0.8-1.7 mm. Cariopsis 1.5-2.5 mm; endospermo líquido o pastoso.

## Distribución y hábitat
Se encuentra en pastizales alpinos, a una altitud de 3300-4200 metros (cosmopolita en regiones árticas, antárticas y montañas altas de casi todo el mundo).

## Taxonomía
Trisetum spicatum fue descrita por (Linneo) K.Richt. y publicado en Plantae Europeae 1: 59. 1890.
Etimología
Trisetum:  nombre genérico que deriva del latín tri = (tres) y setum = (cerdas), aludiendo a los lemas con tres aristas.
spicatum: epíteto latino que significa "con espigas".
Sinonimia
| - Aira subspicata L. - Avena airoides Koeler - Avena flavescens var. virescens Regel - Avena flavescens f. virescens Regel - Avena mollis Michx. - Avena spicata (L.) B.Fedtsch. - Avena squarrosa Schrank - Avena subspicata (L.) Clairv. - Avena tolucensis Kunth - Avena virescens (Regel) Regel - Briza toluccensis Kunth - Calamagrostis falklandiae Steud. - Calamagrostis subspicata (L.) Desv. - Deyeuxia subspicata (L.) Desv. - Koeleria aristata Loisel. - Koeleria canescens Torr. ex Trin. - Koeleria spicata (L.) Willk. & Lange - Koeleria subspicata (L.) Mart. ex Rchb. - Koeleria subspicata Schrad. ex Mart. - Melica triflora Bigelow - Rupestrina pubescens Prov. - Trisetaria airoides (Koeler) Baumg. - Trisetaria spicata (L.) Paunero - Trisetaria tolucensis (Kunth) Poir. - Trisetarium tolucensis (Kunth) Poir. - Trisetum airoides (Koeler) Roem. & Schult. - Trisetum alaskanum Nash - Trisetum albidum Sodiro - Trisetum americanum Gand. - Trisetum andinum Benth. | - Trisetum andinum Phil. - Trisetum barbatipaleum (Hulten ex Veldkamp) Finot - Trisetum biflorum Phil. - Trisetum brittonii Nash - Trisetum congdonii Scribn. & Merr. - Trisetum dianthemum (Louis-Marie) Finot - Trisetum disjunctum Louis-Marie - Trisetum fedtschenkoi Henrard - Trisetum formosanum Honda - Trisetum fuegianum Gand. - Trisetum gracile Sodiro - Trisetum groenlandicum Steud. - Trisetum interruptum E.Fourn. - Trisetum kitadakense Honda - Trisetum labradoricum Steud. - Trisetum majus Rydb. - Trisetum molle Kunth - Trisetum mongolicum (Hulten) Peschkova - Trisetum nivosum E.Fourn. - Trisetum ochrostachyum Phil. - Trisetum ovatipaniculatum (Hultén) Galushko - Trisetum pubiflorum Hack. - Trisetum seravschanicum Roshev. - Trisetum subspicatum (L.) P.Beauv. - Trisetum tolucense (Kunth) Kunth - Trisetum triflorum (Bigelow) Á.Löve & D.Löve - Trisetum variabile É.Desv. - Trisetum virescens (Regel) B.Fedtsch. - Trisetum wrangelense (V.V.Petrovsky) Prob. |